# Liste der Kulturgüter in Valbirse
Die Liste der Kulturgüter in Valbirse enthält alle Objekte in der Gemeinde Valbirse im Kanton Bern, die gemäss der Haager Konvention zum Schutz von Kulturgut bei bewaffneten Konflikten, dem Bundesgesetz vom 20. Juni 2014 über den Schutz der Kulturgüter bei bewaffneten Konflikten sowie der Verordnung vom 29. Oktober 2014 über den Schutz der Kulturgüter bei bewaffneten Konflikten unter Schutz stehen.
Objekte der Kategorie A sind im Gemeindegebiet nicht ausgewiesen, Objekte der Kategorie B sind vollständig in der Liste enthalten, Objekte der Kategorie C fehlen zurzeit (Stand: 29. April 2024). Unter übrige Baudenkmäler sind geschützte Objekte zu finden, die im Bauinventar des Kantons Bern als «schützenswert» verzeichnet sind.

## Kulturgüter
| Foto |                                                              | Objekt                                     | Kat. | Typ | Standort                                  | Beschreibung |
| ---- | ------------------------------------------------------------ | ------------------------------------------ | ---- | --- | ----------------------------------------- | --- |
| ja   | Datei hochladen · Wikidata zu Reformierte Kirche (Q29675739) | Reformierte Kirche / Temple KGS-Nr.: 00750 | B    | G   | Bévilard, Rue du Temple 2 588175 / 231901 | In den Jahren 1715/16 auf dem Fundament eines Vorgängerbaus errichtetes Kirchengebäude. Es steht auf einem Hügel über dem Dorf steht, an dessen Nordseite erstreckt sich ein Friedhof. Der kleine Predigtsaal wird von Bullaugen und Fensteröffnungen beleuchtet, die mit den Wappen jener vier Gemeinden geschmückt sind, aus denen die Pfarrei bestand. |

## Übrige Baudenkmäler
Hinweis: Anstelle der KGS-Nummer wird als Objekt-Identifikator (ID) die Grundstücksnummer verwendet.
| ID         | Foto |                 | Objekt | Typ | Standort                                         | Beschreibung |
| ---------- | ---- | --------------- | --- | --- | ------------------------------------------------ | ------------ |
| 36         | BW   | Datei hochladen | Ehemaliges Hotel Lion d’Or (1750) / Ancien hôtel du Lion d'Or (1750)                                                 | G   | Malleray, Rue du Lion d’Or 9 587092 / 231865     |              |
| 41         | BW   | Datei hochladen | Ehemaliges Bauernhaus (1777) / Ancienne ferme (1777)                                                                 | G   | Malleray, La Ruai 2 587281 / 231824              |              |
| 72         | BW   | Datei hochladen | Ehemaliges Bauernhaus (1835) / Ancienne ferme (1835)                                                                 | G   | Malleray, Rue du Lion d'Or 10 587168 / 231877    |              |
| 117        | BW   | Datei hochladen | Wohnhaus (um 1897) / Immeuble d'habitation (vers 1897)                                                               | G   | Malleray, La Ruai 3 587296 / 231803              |              |
| 150        | BW   | Datei hochladen | Einfamilienhaus (1908) / Maison familiale (1908)                                                                     | G   | Bévilard, Rue Aimé Charpilloz 30 588560 / 231850 |              |
| 163        | ja   | Datei hochladen | Primarschulhaus (1905) / Collège primaire (1905)                                                                     | G   | Malleray, Grand-Rue 48 587376 / 231988           |              |
| 201        | BW   | Datei hochladen | Zahnradfabrik Hélios, Westgebäude (1952) / Fabrique de pignons "Hélios" - bâtiment Ouest (1952)                      | G   | Bévilard, Route de Montoz 10 588267 / 231560     |              |
| 224        | BW   | Datei hochladen | Villa Alfred-Charpilloz (1904) / Villa Alfred-Charpilloz (1904)                                                      | G   | Bévilard, Route de Montoz 7 588284 / 231617      |              |
| 225        | ja   | Datei hochladen | Ehemaliges Bauernhaus "La Caserne" (1788) / Ancienne ferme "La Caserne" (1788)                                       | G   | Bévilard, Route de Montoz 8 588253 / 231612      |              |
| 229        | ja   | Datei hochladen | Schulhaus (1898) / Ecole (1898)                                                                                      | G   | Bévilard, Chemin de la Halle 2 588327 / 231717   |              |
| 267        | BW   | Datei hochladen | Internat dann Villa (1905) / Pensionnat puis villa (1905)                                                            | G   | Bévilard, Champ Pention 12 588362 / 231976       |              |
| 420        | BW   | Datei hochladen | Jurassischer Speicher (1758) / Grenier jurassien (1758)                                                              | G   | Pontenet, Rue du Neuf Clos 3b 586007 / 232331    |              |
| 432        | BW   | Datei hochladen | Jurassischer Speicher (1678) / Grenier jurassien (1678)                                                              | G   | Pontenet, Rue du Beurnez 11 586196 / 232452      |              |
| 456        | BW   | Datei hochladen | Jurassischer Speicher (1778) / Grenier jurassien (1778)                                                              | G   | Pontenet, Rue du Neuf Clos 2 586063 / 232351     |              |
| 457        | BW   | Datei hochladen | Ehemaliges Bauernhaus (1603) / Ancienne ferme (1603)                                                                 | G   | Pontenet, Rue du Beurnez 3 586100 / 232344       |              |
| 458        | BW   | Datei hochladen | Bauernhaus (1746) / Ferme (1746)                                                                                     | G   | Pontenet, Rue du Beurnez 1 586076 / 232319       |              |
| 465        | BW   | Datei hochladen | Jurassischer Speicher (1685) / Grenier jurassien (1685)                                                              | G   | Pontenet, Rue du Beurnez 8 586173 / 232408       |              |
| 502        | BW   | Datei hochladen | Fabrikantenvilla (1910) / Villa de fabricant (1910)                                                                  | G   | Pontenet, Rue de la Ravière 8 585958 / 232119    |              |
| 530        | BW   | Datei hochladen | Brücke über die Birs (frühes 19. Jh.) / Pont sur la Birse (début du 19e siècle)                                      | G   | Pontenet, Pont Sapin N.N. 585581 / 231891        |              |
| 1047; 1049 | BW   | Datei hochladen | Doppelwohnhaus (1900–1902) / Immeuble d'habitation double (1900–1902)                                                | G   | Malleray, Grand-Rue 36, 38 587457 / 231962       |              |
| 1053       | BW   | Datei hochladen | Villa la Tourelle, heute katholisches Pfarrhaus (1908–09) / Villa la Tourelle, aujourd'hui cure catholique (1908–09) | G   | Malleray, Grand-Rue 18 587620 / 231975           |              |
| 1055; 1057 | BW   | Datei hochladen | Doppel-Wohn- und Geschäftshaus (um 1895) / Immeuble d'habitation et commercial double (vers 1895)                    | G   | Malleray, Grand-Rue 39–41 587424 / 231940        |              |
| 1079       | ja   | Datei hochladen | Sekundarschulhaus (1952–53) mit Erweiterung (1968–69) / Collège secondaire (1952–53) avec éxtension (1968–69)        | G   | Malleray, Rue du Collège 8 587704 / 231798       |              |
| 1478       | BW   | Datei hochladen | Familienvilla (1982) / Villa familiale (1982)                                                                        | G   | Malleray, La Franay 22 587647 / 232281           |              |
| 1890       | BW   | Datei hochladen | Speicher (1655) / Grenier (1655)                                                                                     | G   | Malleray, La Ruai 5 587259 / 231780              |              |